# 절점

N, N' 두꺼운 렌즈의 물측절점과 상측절점. N를 향한 광선의 입사각과 그 광선이 렌즈를 통과했을때의 출사각은 같다.

물체의 임의의 한 점에서 나온 광선은 두꺼운 렌즈의 앞면에 입사해서 굴절된 뒤 렌즈의 반대면에서 사출된다. 물체의 그 점에서 나온 광선들이 렌즈 표면에 입사했을 때, 각 광선의 입사 경로(여기서 경로란 광선을 연장시켜 얻어지는 직선을 의미한다.)와 광축(Optical axis)이 이루는 각을 입사각, 광선의 출사 경로와 광축이 이루는 각을 출사각이라고 하면, 입사각과 출사각이 같은 광선이 반드시 존재한다. 그 경우에 입사 경로와 출사 경로는 평행하게 된다. 이 때, 광선의 경로와 광축이 만나는 점을 절점(節點, Nodal points)이라 하며, 광선의 입사 경로가 광축과 만나는 점을 물측절점(物側節點, front nodal point), 광선의 출사 경로가 광축과 만나는 점을 상측절점(像側節點, rear nodal point)이라 한다. 물체의 한 점에서 렌즈의 물측절점을 향해 입사한 빛은 외부에서 보았을때 광축에 대한 빛의 각도(입사각, 출사각) 변화가 일어나지 않는다..
만약 렌즈가 균질한 매질(예: 공기나 진공) 안에 있어서 렌즈의 앞공간과 뒷공간의 굴절률이 같다면, 절점(Nodal points)과 Principal points는 같다.
절점은 사진술에서 여러가지로 잘못 알려져있다. 예를 들어 광선이 절점에서 교차한다든가, 렌즈의 조리개가 그곳에 위치한다든가, 파노라마 사진에서 평행이동 오류가 없는 회전의 중심점이라든가 하는 것들은 모두 오해이다. 이런 오해는 주점, 입사동공 등과 같이 광학에서 중요시되는 다른 지점들을 절점과 혼동한 데서 비롯된다.